# Slavey
Les Slaveys, appelé en français Esclaves, sont une tribu du groupe des Dénés, des Premières Nations, comprenant deux groupes, les Esclaves du Nord et les Esclaves du Sud. C'est un peuple autochtone vivant dans la région du grand lac des Esclaves, dans les territoires du Nord-Ouest au Canada, au nord-est de la Colombie-Britannique et au nord-ouest de l'Alberta. Les Esclaves se désignent généralement eux-mêmes simplement comme des Dénés.
Ce nom est auparavant orthographié Slave, mais il a été modifié pour éviter la confusion avec le nom commun anglais slave qui veut dire esclave.
En 1996, le recensement aboutit à une évaluation de la population à 6 969 Esclaves.